# Сила (серіал)
Сила (англ. The Power) — британський науково-фантастичний драматичний телесеріал, розроблений Раель Такер, Наомі Олдерман і Сарою Квінтрелл для Amazon Prime Video, заснований на однойменному романі Олдерман 2016 року. Перший сезон складається з дев'яти епізодів, а прем'єра відбулася 31 березня 2023 року

## Сюжет
Раптово й без попередження всі дівчата-підлітки у світі розвивають здатність вражати людей електричним струмом за бажанням. Це спадкове, це закладено, і це не можна від них забрати. Оживаючи до відчуття чистої сили: здатності завдавати болю чи навіть вбивати, випускаючи електричні поштовхи з кінчиків пальців, вони швидко дізнаються, що можуть пробуджувати Силу в літніх жінках. Незабаром це зможе зробити майже кожна жінка у світі.

## Актори та персонажі

### Головна
- Тоні Коллетт у ролі Марго Клірі-Лопес: мер Сіетла та мати трьох дітей.[6]
- Ауліі Кравальо — Джос Клірі-Лопес: донька Марго.[7]
- Джон Легуізамо в ролі Роба: чоловіка Марго.[5][8]
- Тохіб Джімо — Тунде: початківець відеожурналіст із великими мріями.[5]
- Ріа Змітрович у ролі Роксі Монке: позашлюбна донька Берні Монке.[5]
- Холлі Буш — Еллі[5]
- Ніко Хірага — Раян[5]
- Хізер Аг'єпонг у ролі Ндуді: близька подруга Тунде.[5][8]
- Даніела Вега — сестра Марія[5]
- Едді Марсан у ролі Берні Монке: страшний лондонський кримінальний авторитет.[9]
- Арчі Раш — Даррелл Монк[10]
- Геррісон Мачадо — Метт Клірі-Лопес[8][10]
- П'єтра Кастро — Іззі Клірі-Лопес[8][10]
- Зрінка Цвітешич — Тетяна Москальова: дружина президента Молдови Віктора Москальова.[10]

### Періодичний склад
- Єва-Джейн Вілліс — Сестра Б'янка

## Виробництво

### Розвиток
Серіал має жіночий склад сценаристок, до якого входять Клер Вілсон, Сара Квінтрелл, Віт Андерсон, Стейсі Осей-Куффур, Ребекка Левен, Раель Такер, Сью Чанг і Бреннан Пітерс. Квінтрелл також є співвиконавчим продюсером і консультантом по сюжетах.

### Зйомки
Зйомки серіалу мали початися наприкінці 2019 року в Джорджії, але їх припинили через щойно підписаний закон про аборти. Зйомки почалися на початку лютого 2020 року, але були призупинені в березні через пандемію COVID-19. Зйомки проходили в Ферфорді і Лечлейді. Серед інших місць зйомки — Національний спортивний центр «Кристал Пелас» і Баудсі, який було обрано замість Торонто, де зйомки мали проходити до пандемії. Наприкінці жовтня 2021 року серіал знімали біля Волфіш-Бей у Намібії.
Колетт знімала свої сцени для серіалу протягом п'яти тижнів.